# はてるま型巡視船
はてるま型巡視船（はてるまがたじゅんしせん、英語: Hateruma-class patrol vessel）は、海上保安庁の巡視船の船級。分類上はPL（Patrol vessel Large）型、公称船型は1,000トン型。また令和5年12月に1番船（ネームシップ）が配置替えに伴い改名したことから、だいせつ型とも称される。
予算要求時の名称から拠点機能強化型とも称される。建造費は49億円。

## 来歴
海上保安庁では、常に複数の大型巡視船を尖閣諸島周辺海域に派遣して領海警備にあたっているが、巡視艇の常時展開は行われておらず、通常は大型巡視船による連絡を受けてから石垣島や宮古島を出港することになる。しかし尖閣諸島までの距離は90海里以上に及ぶため、比較的堪航性に優れた30メートル型PCであっても、現場到着まで、最低でも3時間はかかることになる。従って、これらの巡視艇が到着するまでは、大型巡視船と搭載艇のみで対応する必要がある。
大型巡視船では小型船を規制するには機動力が不足であり、それを補うため7メートル型高速警備救難艇を搭載しているとはいえ、通常その搭載数は1隻のみであり、不足が指摘されていた。また現地には補給施設がないため、進出した巡視艇は、清水・食料・燃料などの補給や乗員休養のために毎回帰港する必要があるが、これも乗員の疲労を増大させていた。
2004年3月には、中国人活動家7名が魚釣島に不法上陸し、沖縄県警察によって逮捕されるという事件が発生した。この際には、母船から手漕ぎボートで上陸を試みる活動家に対して、巡視船は規制に失敗し、上陸を許すこととなった。この事件を契機として、より多くの搭載艇を備え、またヘリコプターや巡視艇への補給拠点としても使える大型巡視船として整備されることになったのが本型である。このような性格から、拠点機能強化型巡視船とも通称される。

## 設計
船型は長船首楼型である。試設計の段階では3,000トン型として計画されたが、予算の事情で1,000トン型に縮小されることになった。設計にあたっては、高速高機能大型巡視船（2,000トン型および1,000トン型）の船型が基本とされたが、上記の経緯より、巡視艇に対する横抱き給油が求められたことから、横揺れ軽減のため、フレーム形状は角型船型に近いものとなった。船橋構造下の吃水がもっとも深く、船尾にむけてなだらかに浅くなる特殊な形態であり、高速航行時は半滑走状態となる。
船殻重量軽減のため、船質はアルミニウム合金とされた。なお設計にあたっては、平成15年度計画以降の高速高機能大型巡視船と同様、「高速船の安全に関する国際規則2000」（HSCコード）が適用され、航行上の安全性および信頼性の向上をはかっている。また波浪中の高速航行を考慮したこともあり、船体の部材寸法については試験などの結果を解析することによる"Design by Analysis"の手法を、また船体局部強度については有限要素法（FEM解析）を用いた直接計算による検証が行われた。
母船機能および航空運用機能が要求されたことから、減揺装置としては、減揺タンクおよびフィンスタビライザーを備える。しかしそれでも動揺は大きく、また重量を低減するために煙突を廃止して舷側排気としたこととあいまって、乗員には不評であった。航行中には後部甲板は原則的に立ち入りが禁止されるほか、めざし係留する場合、排煙で汚れるのを嫌った隣船が舷側にビニールシートを取り付けることもあるとされる。その後、排気口を喫水線近くに移設し、散水装置を取り付けるといった改修が行われた船もある。
主機関は4基の高速ディーゼル機関、推進器はウォータージェット推進とされている。また迅速な離着岸のため、バウスラスターも備えている。電源としては、主電源としてディーゼル発電機、予備電源としてシール型蓄電池を搭載している。

## 装備
リアルタイムでの情報共有のため、ヘリコプターが撮影した映像を受信するヘリコプター撮影画像伝送システム（ヘリテレ装置）、さらにこれを衛星通信で地上基地に転送する衛星映像伝送システム船上型（船テレ装置）を備えている。なお操舵室上には、FCSを兼ねた赤外線捜索監視装置とともに、遠隔監視採証装置も設置された。
本型は、高速高機能大型巡視船に準じた警備能力を要求されたことから、これらと同様に、赤外線捜索監視装置と機銃を連動させて、射撃管制機能（FCS）を備えている。機銃としては、当初は高速高機能大型巡視船と同じボフォースMk.3 40mm単装機銃が予定されたものの、価格低減のため、より小口径で軽量のブッシュマスターII 30mm機銃に変更された。
また船首には遠隔操作型の放水砲が搭載されているが、これは「ひりゆう」が船橋上に装備しているものをもとに多少圧力を高めて使用しており、放水能力は毎分2万リットルに達する。消防船では停船しての放水が基本であることから、本型への搭載にあたって、「ひりゆう」を用いて航走中の放水実験が行われた。

### 搭載機・搭載艇

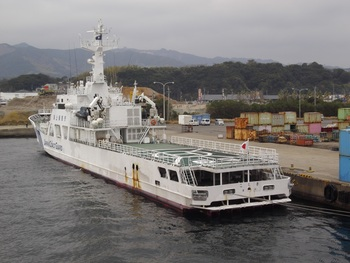
「こしき」のヘリコプター甲板

搭載艇の増加を要求されたことから、高速警備救難艇よりも軽量の複合艇を採用しており、船橋後方のボート・デッキに、7メートル型および4.8メートル型を各2隻搭載する。揚降装置は、平成13年度計画の350トン型PM（とから型）で装備化された、軽量のクレーンによるものとされた。また6番船以降は、搭載艇は計3隻に削減された。
本型は、PC型であれば3隻、CL型であれば4隻の巡視艇を同時に支援できる能力を有する。補給は停船して横抱き式に行うことから、上記のように、船体設計上の配慮や減揺装置の搭載などが行われたものの、それでも低速～停船時の動揺は大きく、洋上補給は海域・海況を限定せざるを得なくなった。一方で東日本大震災等の災害時における救援活動の際には、これらの液体補給能力や、複合艇の揚降用クレーンを転用しての荷役により、ロジスティクスの面で大きく貢献した。
なお船尾甲板はヘリコプター甲板とされており、ヘリコプターへの給油設備も有している。

## 同型船一覧
| 計画年度   | 番号  | 船名               | 船舶番号 信号符字 | 造船所               | 起工           | 進水          | 就役／配属替え | 配属保安部署           | その後                 |
| ---------- | ----- | ------------------ | ----------------- | -------------------- | -------------- | ------------- | -------------- | ---------------------- | ---------------------- |
| 平成17年度 | PL-61 | はてるま Hateruma  | 140915 7JCQ       | 三井造船玉野事業所   | 2007年2月7日   | 2007年8月10日 | 2008年3月31日  | 石垣 (第十一管区)      | 配属替えに伴い船名変更 |
| 平成17年度 | PL-61 | だいせつ Daisetsu  | 140915 7JCQ       | 三井造船玉野事業所   | 2007年2月7日   | 2007年8月10日 | 2023年12月15日 | 紋別 (第一管区)        | (就役中)               |
| 平成18年度 | PL-62 | はかた Hakata      | 140845 7JEB       | 三井造船玉野事業所   | 2007年11月20日 | 2008年6月19日 | 2009年2月2日   | 福岡 (第七管区)        | 配属替えに伴い船名変更 |
| 平成18年度 | PL-62 | いしがき Ishigaki  | 140845 7JEB       | 三井造船玉野事業所   | 2007年11月20日 | 2008年6月19日 | 2011年10月8日  | 石垣→中城 (第十一管区) | (就役中)               |
| 平成18年度 | PL-63 | よなくに Yonakuni  | 140846 7JEC       | 三井造船玉野事業所   | 2007年11月20日 | 2008年6月19日 | 2009年2月2日   | 石垣 (第十一管区)      | 配属替えに伴い船名変更 |
| 平成18年度 | PL-63 | くにがみ Kunigami  | 140846 7JEC       | 三井造船玉野事業所   | 2007年11月20日 | 2008年6月19日 | 2016年10月24日 | 中城 (第十一管区)      | (就役中)               |
| 平成18年度 | PL-64 | もとぶ Motobu      | 140914 7JEP       | 三井造船玉野事業所   | 2008年3月1日   | 2008年9月30日 | 2009年3月3日   | 那覇 (第十一管区)      | 配属替えに伴い船名変更 |
| 平成18年度 | PL-64 | しもきた Shimokita | 140914 7JEP       | 三井造船玉野事業所   | 2008年3月1日   | 2008年9月30日 | 2012年3月26日  | 八戸 (第二管区)        | 配属替えに伴い船名変更 |
| 平成18年度 | PL-64 | くりこま Kurikoma  | 140914 7JEP       | 三井造船玉野事業所   | 2008年3月1日   | 2008年9月30日 | 2022年3月10日  | 宮城 （第二管区）      | (就役中)               |
| 平成18年度 | PL-65 | くにがみ Kunigami  | 140915 7JEQ       | 三井造船玉野事業所   | 2008年3月1日   | 2008年9月30日 | 2009年3月12日  | 中城 (第十一管区)      | 配属替えに伴い船名変更 |
| 平成18年度 | PL-65 | しれとこ Shiretoko | 140915 7JEQ       | 三井造船玉野事業所   | 2008年3月1日   | 2008年9月30日 | 2012年3月26日  | 小樽 (第一管区)        | (就役中)               |
| 平成19年度 | PL-66 | しきね Shikine     | 141039 7JFM       | 三菱重工業下関造船所 | 2008年7月15日  | 2009年4月16日 | 2009年10月7日  | 横浜→下田 (第三管区)   | (就役中)               |
| 平成19年度 | PL-67 | あまぎ Amagi       | 141146 7JGI       | 三井造船玉野事業所   | 2008年11月7日  | 2009年9月25日 | 2010年3月11日  | 下田 (第三管区)        | (就役中)               |
| 平成19年度 | PL-67 | あまぎ Amagi       | 141146 7JGI       | 三井造船玉野事業所   | 2008年11月7日  | 2009年9月25日 | 2013年12月20日 | 奄美 (第十管区)        | (就役中)               |
| 平成19年度 | PL-68 | すずか Suzuka      | 141147 7JGJ       | 三井造船玉野事業所   | 2008年11月7日  | 2009年2月13日 | 2010年3月11日  | 尾鷲 (第四管区)        | (就役中)               |
| 平成19年度 | PL-69 | こしき Koshiki     | 141117 7JGD       | 三菱重工業下関造船所 | 2009年9月30日  | 2009年2月13日 | 2010年3月9日   | 鹿児島 (第十管区)      | (就役中)               |

※巡視船は配属変更に伴って名称を変更することがあるため、上記の名称・所属先は執筆時点のものである。

## 登場作品

### 映画
『BRAVE HEARTS 海猿』
「しきね」が登場。左翼エンジンが爆発したボーイング747-400が東京湾内に海上着水することを受け、着水する海域の近くで待機し、着水が成功すると直ちに接近して救助活動を開始する。

### 漫画
『空母いぶき』
第1話に「よなくに」が登場。尖閣諸島に中国の漁民が上陸したことを受けて現場海域へ急行すると、漁民の保護を名目に進出してきた中国海警局の執行船と睨み合いになり、衝突する事態が起きてしまうが損傷は軽く、その後も現場海域に留って警戒にあたる。